# Josep Facerias
Josep Lluís Facerias, ps. Face (ur. 6 stycznia 1920 w Barcelonie, zm. 30 sierpnia 1957) – hiszpański działacz anarchosyndykalistyczny, uczestnik hiszpańskiej wojny domowej i zbrojnego ruchu oporu przeciwko rządom Francisco Franco.

## Życiorys
Josep Facerias na krótko przed wybuchem hiszpańskiej wojny domowej przystąpił do CNT (Krajowej Konfederacji Pracy).
W czasie wojny walczył w anarchistycznej 28 dywizji (Kolumna Ascaso). Podczas końcowych walk o Katalonię trafił do niewoli, po czym przebył długą drogę przez różne obozy koncentracyjne i bataliony pracy. Po wypuszczeniu na wolność w 1945 roku przyłączył się do podziemnej CNT.
We współpracy z Francisco Sabaté, w grudniu 1947, zorganizował zbrojną wyprawę do Hiszpanii. Tam grupa brała udział w szeregu napadów i zamachów, kilkukrotnie przekraczając granicę z Francją.
W maju 1949 Guardia Civil, działając na podstawie informacji od hiszpańskiego wywiadu, zorganizowała zasadzkę na grupę Faceriasa podczas ich kolejnej wyprawy z Francji do Hiszpanii. W czasie strzelaniny zginął członek grupy Guillermo Ganuza Navarro, a inny anarchista Juan Serrano, został ranny w nogę. Faceriasowi i pozostałym członkom grupy udało się uciec.
15 maja 1949 grupa Faceriasa wzięła w Barcelonie udział w akcji ataków bombowych na konsulaty państw Ameryki Południowej, które nawiązały stosunki dyplomatyczne z reżimem Franco. Podłożyli ładunek wybuchowy pod drzwiami konsulatu Boliwii. Nocna eksplozja poważnie uszkodziła budynek, nikogo przy tym nie raniąc.
W sierpniu 1949 grupa Faceriasa wdała się w długotrwałą strzelaninę z Guardia Civil na granicy francuskiej. Podczas walki zginęli anarchiści Celedonio García Casino oraz Enrique Martinez Marin.
5 listopada członek grupy Faceriasa, Guillermo Ganuza Navarro został zastrzelony przez policję podczas fali represji skierowanej przeciwko ruchowi anarchistycznemu. W jego domu odkryto również skład broni i środków wybuchowych należących do grupy.
Sam Facerias zbiegł do Włoch, gdzie zorganizował kilka dużych napadów na banki, z których zdobyte środki przeznaczył na finansowanie walki przeciwko reżimowi Franco.
W lutym 1957 Facerias powrócił do Francji z zamiarem ponownego zebrania grupy i wznowienia działalności w Hiszpanii. Wraz z dwójką innych anarchistów przekroczył granicę z Hiszpanią pod koniec sierpnia 1957. 30 sierpnia został zabity w zasadzce przygotowanej przez hiszpańską policję.